# Liothyronine
Liodhyronine là một dạng sản xuất của hormone tuyến giáp triiodothyronine (T3). Nó được sử dụng phổ biến nhất để điều trị suy giáp và hôn mê do phù niêm. Nó thường ít được ưa thích hơn levothyroxin. Nó có thể được uống bằng miệng hoặc tiêm vào tĩnh mạch.
Tác dụng phụ có thể xảy ra do dùng quá liều. Điều này có thể bao gồm giảm cân, sốt, nhức đầu, lo lắng, khó ngủ, khó thở và suy tim. Sử dụng là mang thai và cho con bú nói chung là an toàn. Các xét nghiệm máu thường xuyên được khuyến nghị để xác minh sự phù hợp của liều dùng.
Liodhyronine đã được phê duyệt cho sử dụng y tế vào năm 1956. Nó có sẵn như là một loại thuốc phổ quát. Một tháng cung cấp tại Vương quốc Anh tiêu tốn của NHS khoảng 247£ vào năm 2019. Tại Hoa Kỳ, chi phí bán buôn của số tiền này là khoảng US $ 22,40. Trong năm 2016, đây là loại thuốc được kê đơn nhiều thứ 256 tại Hoa Kỳ với hơn một triệu đơn thuốc.

## Sử dụng trong y tế
Liodhyronine là một lựa chọn ít được ưa thích hơn đối với levothyroxin (T4) cho những người bị suy giáp. Nó có thể được sử dụng khi có sự chuyển đổi suy yếu T4 thành T3 trong các mô ngoại biên. Khoảng 25 ug liodhyronine tương đương với 100   xấu của levothyroxin.
Trong ung thư tuyến giáp hoặc bệnh Graves, liệu pháp cắt bỏ bằng iod phóng xạ (<sup id="mwIA">131</sup>I) có thể được sử dụng để loại bỏ các mô tuyến giáp có thể tồn tại sau phẫu thuật cắt bỏ tuyến giáp (phẫu thuật cắt bỏ tuyến giáp). Để trị liệu bằng 131 I có hiệu quả, mô tuyến giáp phải được sử dụng với iod, điều này đạt được bằng cách nâng cao mức TSH của người đó. Đối với bệnh nhân dùng levothyroxin, TSH có thể được tăng cường bằng cách ngừng levothyroxin trong 3 tuần 6 tuần. Thời gian rút hormone dài này là cần thiết vì thời gian bán hủy sinh học tương đối dài của levothyroxin và có thể dẫn đến các triệu chứng suy giáp ở bệnh nhân. Thời gian bán hủy ngắn hơn của liodhyronine cho phép thời gian rút là hai tuần, điều này có thể giảm thiểu các triệu chứng suy giáp. Một giao thức là ngừng sử dụng levothyroxin, sau đó kê đơn liodhyronine trong khi nồng độ T4 đang giảm và cuối cùng dừng liodhyronine hai tuần trước khi điều trị bằng iod phóng xạ.
Liodhyronine cũng có thể được sử dụng cho bệnh myxedema hôn mê vì tác dụng khởi phát nhanh hơn khi so sánh với levothyroxin. Sử dụng để điều trị béo phì không được khuyến khích.

## Chống chỉ định
Bất kỳ người nào quá mẫn cảm với liodhyronine natri hoặc bất kỳ thành phần hoạt chất nào của công thức không nên dùng thuốc này. Nếu có suy tuyến thượng thận hoặc bệnh thyrotoxicosis không được điều trị, một cách tiếp cận khác để điều trị phải được xem xét.

## Tác dụng phụ
Liodhyronine có thể gây ra một số tác dụng phụ, chủ yếu tương tự như các triệu chứng của cường giáp, bao gồm:
- giảm cân
- run
- đau đầu
- đau dạ dày
- nôn
- bệnh tiêu chảy
- co thăt dạ day
- hồi hộp
- cáu gắt
- mất ngủ
- đổ quá nhiều mồ hôi
- tăng khẩu vị
- sốt
- thay đổi chu kỳ kinh nguyệt
- nhạy cảm với nhiệt

### Cảnh báo
Gói chứa cảnh báo sau đây, cũng như tất cả các hormone tuyến giáp: 
 Thuốc có hoạt tính hormone tuyến giáp, một mình hoặc cùng với các chất điều trị khác, đã được sử dụng để điều trị béo phì. Ở bệnh nhân euthyroid, liều trong phạm vi yêu cầu nội tiết tố hàng ngày là không hiệu quả để giảm cân. Liều lớn hơn có thể tạo ra các biểu hiện độc tính nghiêm trọng hoặc thậm chí đe dọa đến tính mạng, đặc biệt khi được sử dụng cùng với các amin giao cảm như những thuốc được sử dụng cho tác dụng gây tê của chúng.

## Dược lý
Liodhyronine là dạng hormone tuyến giáp mạnh nhất. Là một muối của triiodothyronine (T3), nó tương tự về mặt hóa học và dược lý tương đương với T3. Do đó, nó tác động lên cơ thể để tăng tốc độ trao đổi chất cơ bản, ảnh hưởng đến quá trình tổng hợp protein và tăng độ nhạy cảm của cơ thể với catecholamine (như adrenaline) bởi sự cho phép. Là đơn trị liệu hoặc kết hợp trị liệu với SSRI, liodhyronine cũng có thể tăng cường tạo ra các tế bào thần kinh mới trong hệ thống thần kinh trung ương. Các hormon tuyến giáp rất cần thiết cho sự phát triển và biệt hóa thích hợp của tất cả các tế bào của cơ thể con người. Những hormone này cũng điều chỉnh chuyển hóa protein, chất béo và carbohydrate, ảnh hưởng đến cách các tế bào của con người sử dụng các hợp chất năng lượng.
So với levothyroxin (T4), liodhyronine có tác dụng nhanh hơn cũng như thời gian bán hủy sinh học ngắn hơn, có thể là do protein huyết tương ít liên kết với globulin gắn với thyroxine và transthyretin.

## Giá cả
Cơ quan Cạnh tranh và Thị trường Anh đã mở một cuộc điều tra về cáo buộc "giá quá cao và không công bằng" của máy tính bảng liodhyronine trong năm 2017. Nó cáo buộc rằng Advanz Pharma đã quá tải NHS từ trước năm 2007 đến tháng 7 năm 2017. Giá của một gói tăng gần 1.600% từ £ 4,46 trước khi nó được phát hành vào năm 2007 lên £ 258,19 vào tháng 7 năm 2017.